# Lycée franco-américain de New York

Le Lycée franco-américain de New York en anglais : French-American School of New York, (FASNY), est une école bilingue (de la maternelle jusqu'à la terminale) dans la banlieue new-yorkaise de Larchmont, Scarsdale et Mamaroneck. Elle est homologuée par le ministère français de l'Éducation nationale et dessert la communauté francophone locale. 50 % des élèves sont français, 25 % sont franco-américains, et les derniers 25 % proviennent de plus de 20 pays de la francophonie.
La maternelle se trouve dans la ville de Scarsdale, l'école se trouve dans le village de Larchmont (New York). Quant aux classes de collège et du lycée, elles se trouvent à Mamaroneck.

## Histoire et mission
Lorsque la FASNY a ouvert ses portes en 1980, elle ne comptait qu’une classe de maternelle de 17 élèves et 3 enseignants. Elle est aujourd'hui une école en pleine expansion, installée sur 3 campus — Larchmont, Mamaroneck et Scarsdale — et accueille pas moins de 800 élèves. L'enseignement bilingue et biculturel de la FASNY s’adresse à des familles américaines, des expatriés français, des familles franco-américaines et des familles représentant plus de 50 nationalités. Les familles de la FASNY représentent une grande diversité de cultures et de traditions qui nourrit l'esprit de l’école, bien au-delà des murs de la classe.
Le programme scolaire de la FASNY se conforme à la fois au programme traditionnel américain et au programme officiel français. Ce double programme tire le meilleur des deux systèmes. 85 % des enseignants possèdent des diplômes de l'enseignement supérieur, ce qui est remarquable pour une école de cette taille. Homologuée par le ministère de l'Éducation nationale en France, le Département de l'Éducation de l'État de New York (New York State Education Department), et par l’Association des écoles privées de l'État de New York (New York State Association of Independent Schools – NYSAIS), la FASNY s’enorgueillit d’être la seule école véritablement bilingue et biculturelle de la région. À l’issue de leur scolarité, les élèves reçoivent un diplôme de la FASNY et sont en mesure de se présenter aux épreuves du baccalauréat.

## Quelques informations sur la FASNY
L'établissement a été fondé en 1980.
Il bénéficie des homologations suivantes : 
- Association des écoles privées de l’État de New York (New York State Association of Independent Schools – NYSAIS),
- Département de l'Éducation de l'État de New York (New York State Education Department)
- Ministère français de l’Éducation nationale (et à ce titre partenaire de l'AEFE).

Le programme scolaire est bilingue et biculturel. Il concerne l’école maternelle (petite, moyenne et grande sections), à l’école élémentaire (du CP au CM2) ainsi que le collège et le lycée (de la 6e à la terminale). Les élèves voient leur scolarité sanctionnée d’un diplôme de la FASNY et peuvent se présenter aux épreuves du baccalauréat (ES et S) avec l'OIB.
Le corps enseignant se compose de 93 postes équivalents temps plein. 85 % des enseignants sont titulaires d'un master ou d'un PhD.
La communauté scolaire : Une population mixte de plus de 800 élèves soit plus de 446 familles réparties comme suit : 70 % d’origine française et parlant le français à la maison, 20 % de familles américaines et 10 % originaires d’autres pays. Plus de 50 nationalités en tout sont représentés dans l’école.
Le rapport élève/professeur : 9 pour 1.
Les bourses : 9 % des élèves perçoivent une bourse sur critères sociaux.